# 杜亚泉
杜亚泉（1873年—1933年12月6日），原名炜孙，字秋帆，号亚泉，又署伧父。浙江绍兴府山阴县伧塘乡（今属上虞市长塘镇）人。杜亚泉是一位百科全书式的学者，在20世纪初是中国倡导和传播科学的先驱，将大量西方及日本文献、科学著作转译为中文，并在晚年参与了诸多教科书的编撰。 被称为中国近代自然科学的启蒙师之一。
五四运动与新文化运动时期，杜亚泉为东方文化派主要代表人物，主张东西方文化调和，力倡多元、中庸、渐进的启蒙理念，并与攻击儒家及中华传统道德的陈独秀等进行过激烈的笔战，为后世留下了可供借鉴的思想遗产。

## 生平

### 早年
少时刻苦自修，光绪15年（1889年）年仅16岁的杜即中秀才。1894年甲午战争后，弃科举，转而学习自然科学，肄业于崇文书院。先后自学数学、理化、动植物及矿物等诸科。1898年应蔡元培之聘，任绍郡中西学堂数学教员。1900年赴上海，更名为亚泉。“亚泉者氩、線之省写；氩为空气中最冷淡之元素，线则在几何学上为无面无体之形式，我以此自名，表示我为冷淡而不体面之人而已”。其后以此名创办私立科技大学——亚泉学馆，同时创办了半月刊《亚泉杂志》，所载文章多为数理化论文，其中以化学为最多。刊物在中国率先介绍了门捷列夫的元素周期律，多次介绍各国科学家在化学领域的新成就，对多个化学元素给予了中文命名，其中有的沿用至今。对化学科学在中国的传播与发展，有着重要的意义。《亚泉杂志》亦被科学界公认为近代中国最早的科学杂志 ，后因资金不足而停办。1902年创普通学术室及《普通学报》，除自然科学栏目外，增加了哲法史文等社会科学栏目。其后又编辑了具有革新精神的教科书《文学初阶》，为中国最早的国文教科书。此书置清廷法令于不顾，一改“三百千”(三字经、百家姓、千字文)和四书五经的传统套路，首创按语言规律循循善诱，然后由实而虚的方法，使教育生活化。抛弃了经学教育，使新式教育踏上了正道。1903年，返绍兴与人创立越郡公学。普通学书室后亦陷入困境。1904年秋，应夏瑞芳、张元济的邀请，进入商务印书馆编译所任理化部主任，历时共28年。编写或主持编写了数百种理科中小学教科书及科学著作。

### 思想转变
其早年研究西方自然科学遂醉心于西方文化，但第一次世界大战后，他被现实所震惊，思想发生重大变化。他意识到不可盲目崇拜西洋，并重新审视中国固有文化。主张以中国传统文化弥补西方文化之不足。

1911年，开始兼任《东方杂志》主编。至1919年底的9年间，曾用“伧父”和“高劳”笔名，撰写论文、杂感和译著约300余篇，涉及内容范围包括哲学、政治、经济、法律、外交、文化、伦理、教育等。使杂志成为民国初年的重要刊物。其文章从实际出发，有尖锐的批评，也有切合国情的建议，高瞻远瞩。如在《中国之新生命》一文中提到：
|  | 现今文明诸国，莫不以中等阶级为势力之中心，我国将来，亦不能出此例外，此则吾人之所深信者也。 |

其政论也常有独到的见解，给人以启迪。
但其思想较为保守，道德深层留恋于陈旧观念，也提出了一些固步自封的主张。如认为西洋学说的输入，破坏了中国之“国有文明”和是非标准，造成“国事之丧失，精神之破产，人心之迷乱”。并对《新青年》杂志所宣传的人格独立、人权平等、学术独立、思想自由深为反感。甚至攻击宣传新文化是输入“猩红热和梅毒”，西方的“主义主张，是犹望魔鬼之接引以人天堂。魔鬼乎，魔鬼乎，汝其速灭！”其恨恨之情可见一斑。

### 新文化运动
新文化运动期间，其思想流派属于东方文化派，守卫中国传统文化。坚持理性的保守主义，主张稳健与调和中西文化。与以陈独秀为代表，主张全盘西化，全盘否定中国传统文化观点的新文化派进行了文化论战，即《东方杂志》与《新青年》之间的大论战。他对西化主义和反传统主义的激进倾向持批评的态度，认为东西文化各有不同特点，仅为形质之异而非程度之差，提出文化多元论的东西文化观。写了《动的文明与静的文明》、《战后东西文明之调和》等文章，指出应采取“东西调和”、“新旧折中”的态度，以中国传统文化统整和融合西洋文化。最具代表性的话语为
|  | 西洋之断片的文明如满地散钱，以吾国固有文明为绳索，一以贯之。 |

，强调了传统在现代化的文明整合中的主体地位。陈独秀曾将此“统整”问题与复辟联系起来质问，在《新青年》驳斥了把君主专制时代“固有文明”当作不可动摇的“国基”，把“君道臣节，名教纲常”看作是永不变的教条，而拒绝接受近代“西洋文明”的谬误。并为功利主义辩护，戳穿了封建伦理反对功利的虚伪性。其后又有多次辩论，以杜缄口不言为止。但实际上，是因商务印书馆当局顾虑与当时反传统的主流思潮相冲突会影响该馆的声誉，劝杜亚泉停止反驳，并决定改换《东方杂志》主编人选，杜只好被迫于1919年底辞去主编之职，论战结束。论战双方实际均为寻求救国救民之道而努力，不过代表派别不同而已。

### 晚年
1932年商务印书馆及其寓所于“一·二八事變”中被炸毁。暂离上海回乡，在乡间的一年多时间里，完成了其最后一部著作，70余万字的《小学自然科词书》。在编纂的同时，每两周还为稽山中学（后曾改名绍兴第二中学）义务讲课。1933年秋患肋膜炎，因无财产积蓄而至病笃时无钱医治。在病中仍没有停止对他的事业和他始终关心的各种问题的思考。一晚因思虑过度而彻夜不眠，次日即病势转沉，于12月6日去世。杜亚泉本“平时卖文所入，除供简单生活费用外，悉捐作教育公益费，因此身后萧条，无分文遗产”。死后借棺入殓。临终半年前曾云“鞠躬尽瘁寻常事，动植犹然而况人”，实为其一生写照。

## 影响
杜亚泉是现代中国一位百科全书式的启蒙学者。《亚泉杂志》为国民介绍了世界现代政治经济和文化学术思潮。在商务印书馆任职期间，其中《最新格致教科书》和《最新笔算教科书》，是中国最早的两种理科课本。其主编的《植物学大辞典》、《动物学大辞典》和《小学自然科辞书》。这三部辞书在中国都具有开创性的意义。
为了推动中国科学发展，在出版各类科学教科书之外，杜也十分重现科学实验仪器及设备的制造。在他的倡议下，商务印书馆开办了标本仪器传习班，以培养能够自制仪器、标本、模型的人才，他本人也曾亲自在传习班中讲课。此外，他还发动并资助自己的子侄辈开工厂从事仪器文具的生产。例如他支持表侄周榕仙在上海开了一家中国仪器厂(现地质部所属上海地质仪器厂)；支持堂弟杜春帆在上海开了一家墨水制造厂“天然墨水厂”。
1996年，杜亚泉的家乡上虞市长塘镇的长塘中学正式更名为杜亚泉中学。
新文化运动以后20世纪中国的动荡和革命进程中，杜亚泉及其所代表的东方文化派相对来说一直居于被历史遗忘的边缘地位。但他有关东、西方文化差异与共存的思想见解是启蒙时代留下的一笔有待进一步发掘的思想遗产。

## 著作
杜亚泉因涉足知识领域极为广泛，故著述宏富，不能一一列举。最为有名的是《动物学大辞典》与《植物学大辞典》，为中国科学界空前巨著，被认为首次将生物分类学的二名法介绍到中国。
- 《植物学大辞典》

为中国第一部有影响的专科辞典，十三人合作，杜任主编。1907年始历时12年出版，1934年再版。收载中国植物名称术语8980条，西文学名术语5880条，日本假名标音植物名称4170条，附植物图1002幅，全书300余万字。蔡元培为之作序说：“吾国近出科学辞典，详博无逾于此者。”时任苏州东吴大学生物系主任的美国科学家祁天锡也认为：“自有此书之作，吾人于中西植物之名，乃得有所依据，而奉为指南焉。”
- 《动物学大辞典》

五人合著，杜任主编。1917年始历时6年出版，1927年四版。全书250余万字，所收录的名称术语，每条均附注英、德、拉丁和日文，图文并茂，正编前有动物分布图、动物界之概略等，正编后附有西文索引、日本假名索引和四角号码索引
- 《化学工艺宝鉴》

1917年3月初版，至1929年12月已出第九版。包含重要工艺30余类千余种，自家庭日用以至工场制造，各种化学工艺如合金、镀金、冶金、玻璃、珐琅、人造宝石、陶器着色、火柴、油漆、墨水、漂白、防腐、肥皂、毒物及解毒等，均有详尽说明。目的在于为国货制造家们提供一份技术参考资料
- 《小学自然科辞书》 收录词汇2000余条，包括天文、气象、理化、矿物、医学、动植物、化工、建筑、农食等23类
- 《中外度量衡币比较表》
- 《中学植物学教科书》
- 《最新中学教科书矿物学》
- 《处世哲学》译
- 《实验植物学教科书》译
- 《化学新教科书》
- 《共和国教科书植物学》
- 《共和国教科书新理科教授法》
- 《共和国教科书生理学》
- 《共和国教科书动物学》
- 《植物学》
- 《新法理科教科书》
- 《新撰植物学教科书》
- 《矿物学讲义》
- 《物理学新教科书》
- 《中等学校教科书有机化学》
- 《下等植物分类学》
- 《博史：附乐客戏谱》
- 《各省咨议局章程笺释》
- 《小学自然科教学法》
- 《共和国教科书矿物学》
- 《新学制初级中学教科书自然科学》
- 《新学制自然科学教科书》
- 《新撰自然科教科书》
- 《高等植物分类学》
- 《食物与卫生》译
- 《中学生理学教科书》
- 《博物学初步讲义》

## 外部連結
- 劉紀蕙：〈「心的治理」與生理化倫理主體──以《東方雜誌》杜亞泉之論述為例 （页面存档备份，存于）〉。